# Schwartzer Ottó
Babarci Schwartzer Ottó (Buda, 1853. december 22. – Budapest, 1913. október 21.) küngösi báró, orvosdoktor, főrendiházi tag, magyar királyi udvari tanácsos, egyetemi magántanár, elme-ideggyógyintézeti főorvos, Schwartzer Ferenc orvosdoktor fia. Művei Babarczi Schwartzer Ottó néven jelentek meg.

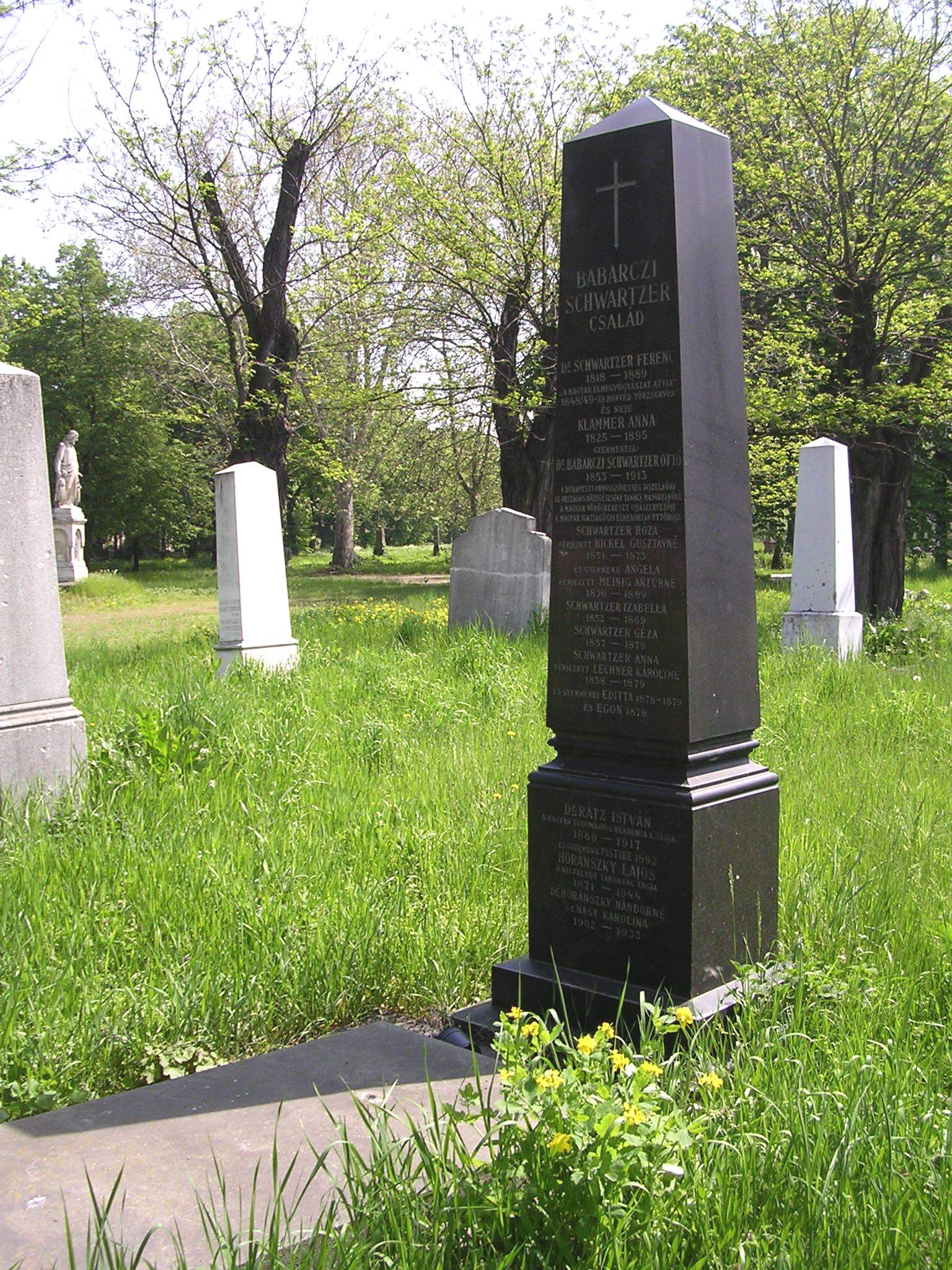
Sírja a Fiumei úti sírkertben

## Élete
Orvosi tanulmányait a budapesti egyetemen végezte, ahol 1877-ben nyert orvosdoktori oklevelet. Apja mellett kizárólag az ideg- és elmegyógyászat tanulmányozásának szentelte idejét. 1878-ban már a budai magán-elmegyógyászati intézet vezetője lett egészen 1910-ig. Tudományos működése folytán kiváló helyet foglalt el a kor elmegyógyászai között. 1883-tól az Országos Közegészségi Tanács tagja volt. 1885-ben a budapesti egyetem jogi fakultásán a törvényszéki lélek- és elmekórtan magántanárává képesítték. Szilágyi Dezső megbízta az igazságügyi orvosi tanácsra vonatkozó törvényjavaslat kidolgozásával, majd a tanács életbeléptetése után annak alelnökévé nevezték ki. 1897-ben a Magyar Vöröskereszt Egyesület főgondnokhelyettesévé, majd 1898-ban főgondnokká és 1899-ben Lajos Győző főherceg által megbízottá nevezték ki. Kiváló működéseért még több ízben részesült kitüntetésben: megkapta a III. osztályú vaskoronarendet, a Medsidje-rendet és a Szent Száva-rend csillagos középkeresztjét. Ezenkívül a német lovagrend tagja, több külföldi érdemrend tulajdonosa volt. Tagja volt a székesfővárosi törvényhatóság bizottságának, az országos szövetség alelnöke, a budapesti orvosi szövetség elnöke; 1900. április 20-án a magyar királyi udvari tanácsosi címet kapta. 1905-ben főrendiházi tag lett, 1910-ben magyar bárói rangra emelték.
Cikkei a Pester medicin.-chirurgische Pressében (1879. Die thermische Behandlung der maniakalischen Phase der Psychoneurose); a Jogtudományi Közlönyben (1899. Az orvosi szakértő mint tanu, 1900. Az elmebetegügyi törvényhozás fejlődése hazánkban az utolsó ötven év alatt); a Jogi Lexikonban (1899, 1900, 1903. Törvényszék-elmekórtani rész); a Sociális Naptárban (1906. A gyermek szellemi életének fejlődése)

## Munkái
- Die Bewusstlosigkeitszustände als Strafausschliessungsgründe. Tübingen, 1878
- A psychoneurosis izgultsági szakának thermikus kezeléséről. Bpest, 1879 (Különny. az Orvosi Hetilapból)
- Die transitorische Tobsucht. Wien, 1880
- A babonaság és beszámíthatóság. Uo. 1881 (Különny. a Gyógyászatból)
- Valami az idegességről. Uo. 1886
- Törvényszéki elmekórtani levelek. Uo. 1887 (Ism. Budapesti Szemle LIII.)
- Az intézeteken kívül levő elmebetegek és hülyék statisztikája. Uo. 1887 (Különny. a Gyógyászatból)
- A törvényszéki elmekórtan tankönyve. Krafft-Ebing művének ford. Uo. 1888 (Előszó 1885. 2. kiadás. Uo. 1891)
- A szerelem physiologiája. Uo. 1888
- Az álomról. Uo. 1888 (Különny. a Gyógyászatból)
- «Csák», Vörösmarty Mihály tébolyalakja. Uo. 1890. (Németül is. Uo. 1890 Ism. Ung. Revue)
- Psychiatriai jegyzetek. Uo. 1894
- Az elmebetegek jogvédelme. Uo. 1895
- Közigazgatási elmekórtan. Uo. 1897
- A magyar szent korona orsz. vöröskereszt-egylete Nachlup Adolf üdülőház szabályzata és házirendje. Uo. 1899
- A magyar szent korona orsz. vöröskereszt egylete központi irodájának szolgálati, ügyviteli és fegyelmi szabályzata indokolással. Uo. 1899
- A m. orsz. vöröskereszt-egylet Erzsébet kórházának alapszabályzata indokolással. Uo. 1899
- Az állami elmegyógyintézeti orvosok helyzetéről. Uo. 1900 (Kül. ny. az Orvosi Hetilapból)
- A gyermek szellemi életéből. Uo. 1901. (Németül. Uo. 1901)
- Psychiatrische Festrede. Uo. 1901
- A magánorvoslás díjazásának kérdése a biróság előtt. Uo. 1901 (Különny. az Orvosi Hetilapból)
- A m. orsz. vöröskereszt-egylet ápolónői tanfolyamának, ápolónői intézetének és szabadságolt ápolónőinek szabályzata indokolással. Uo. 1901
- A m. orsz. vöröskereszt tudósító irodájának szervezeti szabályai. Uo. 1901
- A m. és osztrák vöröskereszt társulat közös központi értesítőirodájának szervezeti szabályai és ügyrendje. Uo. 1901
- Az elmebetegügyi törvény alapelvei. Uo. 1902
- Psychiatriai beszéd a békésvármegyei elmegyógyító intézetnek bemutatásakor a békés-gyulai közegészségi egyesület közgyűlésén. Uo. 1902
- Az elmegyógyintézetek ablakrendszerének kérdéséhez. Uo. 1902 (Különny. az Orvosi Hetilapból)
- Az elmebetegügyi törvény. Előadói tervezet. Uo. 1903
- Das ungarische Rote Kreuz. Uo. 1904
- A m. szent korona országai vöröskereszt-egyletének története. Uo. 1904 (gróf Csekonics Endrével együtt)
- Az elmebetegügyi törvényre vonatkozó életbeléptetési és végrehajtási rendelet előadói tervezete. Uo. 1903
- A korlátolt beszámíthatóság. Uo. 1907 (Klinikai Füzetek XVI. 12.)
- A gyermek lelki világából. Uo. 1907 (Ism. Budapesti Hirlap 128. sz.)
- Jahresbericht pro 1894. sat. évenként

### Levelezése
- Gróf Apponyi Albert levelezése Horánszky Nándorral és Babarczi Schwartzer Ottóval; bev., összeáll., jegyz. Horánszky Nándor, szerk. Szidiropulosz Archimédesz; Trianon Kutatóintézet KHA, Budapest, 2021